# 雙重指數函數

雙重指數函數（紅色）和一般實數指數冪（藍色）的比較

雙重指數函數是指公式為{\displaystyle f(x)=a^{b^{x}}}的函數，是指數為另一個指數冪的指數冪，在x<0時，雙重指數函數接近1，但當x>0時，雙重指數函數成長速率比指數函數還要快。
例如a = b = 10時：
- f(−1) ≈ 1.26
- f(0) = 10
- f(1) = 1010
- f(2) = 10100 = 古高爾（googol）
- f(3) = 101000
- f(100) = 1010100 = 古戈爾普勒克斯（googolplex）

階乘的成長速度比指數函數還快，但比雙重指數函數慢很多。而迭代冪次和阿克曼函數的成長速度比雙重指數函數要快很多。

## 雙重指數數列
以下是一些和雙重指數有關的數列：
- n元邏輯運算符的個數：

{\displaystyle 2^{2^{n}}}
- 費馬數

{\displaystyle F_{m}=2^{2^{m}}+1}
- 雙重梅森數

{\displaystyle M_{M_{p}}=2^{2^{p}-1}-1}
Aho和Sloane發現有許多整數數列的每一項是前一項的平方再加上一個整數，這類的數列常常可以用最接近雙重指數數列的整數來表示，且雙重指數數列中間的指數為2。若一整數數列的第n項和n的雙重指數成正比，Ionascu 及Stanica將這樣的整數數列稱為「幾乎雙重指數」（almost doubly-exponential），可以定義為雙重指數加上一常數後再取整數。
- 西爾維斯特數列（OEIS數列A000058）

{\displaystyle s_{n}=\left\lfloor E^{2^{n+1}}+{\frac {1}{2}}\right\rfloor }
其中E ≈ 1.264084735305302為Vardi常數。
- 質數2, 11, 1361, ... （OEIS數列A051254）

{\displaystyle a(n)=\left\lfloor A^{3^{n}}\right\rfloor }
其中A ≈ 1.306377883863為米尔斯常数。

## 應用

### 演算法複雜度
在計算複雜性理論中，有些演算法的時間複雜度是雙重指數，例如：
- 在實閉域中的量詞消去。
- 計算正则表达式的差集[3]。

### 數論
有些數論中的上限是雙重指數，例如有n個相異質數的奇完全數的上限為：
{\displaystyle 2^{4^{n}}}
自從Miller和Wheeler在1951年利用EDSAC找到79位數的質數之後．利用電腦找到的已知最大質數和年份之間的關係為雙重指數函數。